# Diplotaxis tepicana
Diplotaxis tepicana är en skalbaggsart som beskrevs av Moser 1918. Diplotaxis tepicana ingår i släktet Diplotaxis och familjen Melolonthidae. Inga underarter finns listade i Catalogue of Life.